# Szegvári Katalin
Szegvári Katalin (eredeti neve: Spán Katalin) (Budapest, 1947. július 21. –) magyar újságíró, szerkesztő-riporter, műsorvezető, tanár.

## Élete
Spán Frigyes (színész) és Mudrák Mária (szűcs, varrónő) gyermekeként született. Édesapja a zsidótörvények miatt nem gyakorolhatta hivatását.
Gimnáziumi tanulmányait a Madách Imre Gimnáziumban végezte 1961–1965 között. Egyetemi tanulmányait az ELTE magyar–német szakán végezte 1966–1971 között. Ezután elvégezte a MÚOSZ Újságíró Iskolát 1972–1974 között.
A Magyar Televízió Pályabelépő című sportriporter-verseny egyik győztese volt. A Hét című műsor külsőse volt. 1971–1980 között A Hét munkatársa, belpolitikai riportokat, dokumentumfilmeket készített. 1980 és 1987 között a  Stúdió c. kulturális műsor főmunkatársa volt. 1996 óta az Avon sajtófőnöke. 1999 óta a JATE-n kommunikáció szakon tanít. 2007 óta a Milton Friedman Egyetem pedagógusa. A Déri János-díj kuratóriumának, valamint a Halhatatlanok Társulatának alapító tagja. 2018-tól egy német nemzetiségi általános iskolában tanít negyedikes kisiskolásokat.
Kétszer vált el. Első férje Szegvári Menyhért, második férje Vitézy László volt. Fia: Vitézy Péter.

## Művei
- KépernyŐseim (1990)
- Egyenleg – avagy Egy politikai gyilkosság anatómiája? (1994)
- A siker nagymesterei (Érdi Sándorral, 2001)
- A Halhatatlanok Társulata (szerk. Érdi Sándorral, 2005)
- Hogy vagytok, ti régi játszótársak? Beszélgetések; Napvilág, Bp., 2012
- Nem celeb, csak híres (2016)
- Tíz védőbeszéd. Ügyvédportrék – peres ügyek; Napvilág, Bp., 2019

## Filmje
- Szomszédok (1987)

## Díjai, elismerései
- SZOT-díj (1985)
- Táncsics Mihály-díj (1995)
- A Magyar Köztársasági Érdemrend lovagkeresztje (2008)
- Kiváló Munkáért (2 db)
- Szocialista Kultúráért

## Külső hivatkozások
- Televíziós Művészek Társasága